# محاکمه سقراط
سقراط فیلسوف بزرگ یونان، با شعار به خود بپرداز همشهریان آتنی‌اش را تشویق می‌کرد تا خدایانشان، ارزش‌هایشان و خودشان را مورد پرسش و ارزیابی قرار دهند. در سال ۳۹۹ پیش از میلاد، سقراط به فاسد کردن جوانان متهم شد. اتهام دیگر او بی‌اعتقادی به خدایان بود. سقراط را به دادگاه فراخواندند و قضات مجازات مرگ را برای سقراط خواستار شدند. در حالی که شاگردانش پیشنهاد فرار به او می‌دهند، او مرگ را به فرار ترجیح می‌دهد. افلاطون شاگرد او، در رساله‌های آپولوژی، کریتون و فایدون به شرح زندگی و محاکمهٔ استادش پرداخته‌است.

## زمینهٔ محاکمه
هرچند پیش از سقراط نیز فیلسوفان و متفکّران بزرگی چون فیثاغورس، هراکلیتوس و پارمنیدس وجود داشته‌اند؛ امّا اندیشهٔ آنان بیش‌تر برون‌نگرانه و متوجّه اشیاء طبیعی بود. سقراط امّا مبلّغ تعریف کلّیات، وارد کردن اخلاق به فلسفه و توجّه به خویشتن انسان بود.
سقراط جوانان شهر را دور خود جمع می‌کرد و آنان را به تفکّر دربارهٔ سخنان و کلماتشان ترغیب می‌کرد. او همشهریان آتنی‌اش را تشویق می‌کرد تا خدایانشان، ارزش‌هایشان و خودشان را مورد پرسش و ارزیابی قرار دهند. تا می‌دید که مردم به سهولت راجع به عدالت گفتگو می‌کنند، وی به آرامی می‌پرسید که آن چیست؟ این شرافت، فضیلت، اخلاق و وطن‌دوستی که از آن سخن می‌گویید؛ چیست؟
اگر فضیلت با خردمندی و دانش معنا می‌شد، آن‌گاه مردمان می‌توانستند نتایج بلندمدت اعمالشان را پیش‌بینی کنند؛ و امیال و خواهش‌های خود را تحت نظم دربیاورند. هرچند در انسان مطلّع نیز شهوات وجود دارند، ولی او بهتر از جهّال می‌تواند بر خود مسلّط باشد. نیز در اجتماعی که بر پایهٔ عقل و دانش باشد، نفع هر شخص در متابعت از قوانین خواهد بود. ولی اگر خود حکومت پوچ و بی‌نظم باشد، و مقصود از آن خدمت و مساعدت به مردم نباشد، و بدون هدایت و راهنمایی مردم فرمانروایی صورت بگیرد، آیا می‌توان امید داشت که در چنین حکومتی اشخاص از قوانین پیروی نمایند و منافع خاصّ خود را تابع خیر کلّی عموم بدانند؟
سقراط می‌خواست مردان باکفایت را به قدرت برساند. از جوانان آتنی می‌پرسید: «اگر من بخواهم کفشی را تعمیر کنم، چه کسی را باید به این کار بگمارم؟» و پاسخ می‌شنید که «کفّاش را ای سقراط.» وی درودگران و مسگران و دیگران را نیز نام می‌برد، و سرانجام سؤالی از این قبیل می‌پرسید که: «کشتی دولت را چه کسی باید تعمیر کند؟»
در سال ۳۹۹ پیش از میلاد، سقراط به فاسد کردن جوانان متهم شد. اتهام دیگر او بی‌اعتقادی به خدایان بود. سقراط را به دادگاه فراخواندند. دادستان‌های محکمه آنیتوس و مِلِتوس مشهور، و لیکون گمنام بودند؛ که مجازات مرگ را برای سقراط خواستار شدند.

## دفاعیات سقراط
بر اساس آنچه افلاطون که خود در جلسهٔ دادگاه حاضر بوده، در رسالهٔ آپولوژی نوشته‌است؛ در ابتدا اتهام سقراط به او فهمانده می‌شود و سپس سقراط در مقام دفاع از خود برمی‌آید. او منکر آن است که جوانان را فاسد کرده باشد. سقراط شرح می‌دهد که نه تنها عموم مردم بلکه معبد دلفی او را داناترین افراد بشر دانسته، در حالی که تنها علمی که او دارد؛ علم به جهل خویشتن و ناچیزی علم بشر در برابر علم خداست.
سقراط می‌گوید که او منکر خدایان آتن است، خود به خدایی یگانه باور دارد. او تعلیم فلسفه را وظیفه‌ای می‌داند که از سوی خدا به او محوّل شده و او اطاعت خدا را بر اطاعت مردم ترجیح می‌دهد. پس از پایان این خطابه، قضات حکم به سرکشیدن جام زهر صادر می‌کنند، و سقراط خطابه‌ای نهایی ایراد می‌کند که در آن بیش از پیش، از اعتقادش به زندگی پس از مرگ سخن می‌گوید.

### خطابهٔ اوّل

#### بخش نخست

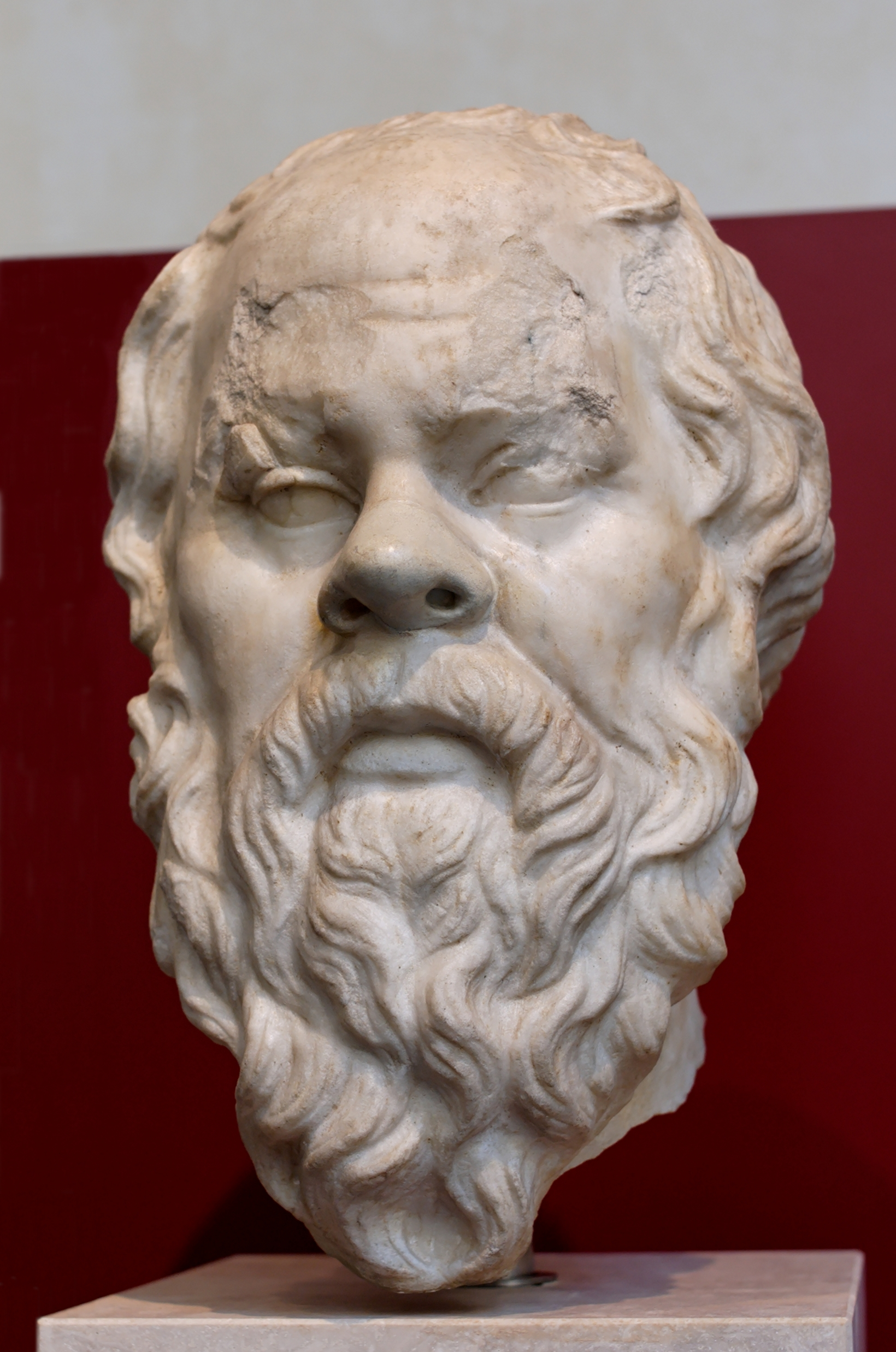
سردیس سقراط، نگهداری در موزهٔ ملّی باستان‌شناسی ناپل

سقراط نخست آنیتوس و ملتوس را به زبان‌آوری متّهم می‌کند و این اتّهام را که بر خود وی بسته بودند، رد می‌کند. او می‌گوید که فقط در بیان حقیقت زبان‌آور است؛ اگر به عادت مألوف خود سخن بگوید و نه به صورت «خطابهٔ مدوّنی که به صنایع و لطایف مزّین باشد،» نباید بر او خشم بگیرند. وی بیش از هفتاد سال دارد و تاکنون در محکمه‌ای حضور نیافته‌است، و بنابراین اگر طرز بیانش خلاف رسم محاکم است، باید او را معذور بدانند.
آن‌گاه می‌گوید که علاوه بر مدّعیان رسمی، گروه بزرگی مدّعی غیررسمی نیز دارد، که از زمانی که قضاّت کودکانی بیش نبوده‌اند، همه‌جا از «سقراط، که مردی است دانا و دربارهٔ آسمان‌های زبرین می‌اندیشد، و در زمین زیرین کاوش می‌کند و بد را خوب جلوه می‌دهد،» سخن گفته‌اند. این اتّهام دیرینه از جانب افکار عمومی، از اتّهامات رسمی خطرناک‌تر است، خاصّه آن‌که او نمی‌داند واردکنندگان این اتّهامات چه کسانی هستند.
سقراط در پاسخ این دشمنی‌های دیرینه می‌گوید که وی مردی عالم نیست. سقراط می‌گوید که یک‌بار از معبد دلفی دربارهٔ داناترین افراد پرسیده‌اند و پاسخ آمده که از سقراط داناتر نیست. سقراط خود از این بابت مبهوت و متحیّر است؛ زیرا او می‌داند که دانشی ندارد؛ و خدا نیز ممکن نیست دروغ بگوید. بدین سبب سقراط به نزد کسانی می‌رود که به دانایی معروف بوده‌اند. نخست به نزد سیاست‌مداری می‌رود که «برخی او را دانا می‌شمردند، و خود او باز خود را داناتر می‌دانست.» امّا به زودی در می‌یابد که او دانا نیست. سپس به سراغ شاعران می‌رود و از آن‌ها می‌خواهد قطعاتی از آثار خودشان را برای او توضیح دهند؛ ولی شاعران از عهدهٔ این‌کار برنمی‌آیند. «آن‌گاه دانستم که شعر سرودن شاعران از فرط دانایی نیست، بلکه بر اثر نوعی نبوغ و الهام است.» سپس به نزد صنعتگران می‌رود، ولی اینان را نیز به همان اندازه مأیوس‌کننده می‌یابد.
سقراط می‌گوید که در این جریان دشمنان فراوانی برای خود تراشیده‌است. سرانجام به این نتیجه می‌رسد که «فقط خدا داناست.» با این حساب چرا خدا سقراط را داناترین آدمیان دانسته‌است؟ سقراط این‌گونه پاسخ می‌دهد که منظور خدا شخص سقراط نیست، بلکه خدا نام سقراط را از باب مثال به کار برده‌است؛ مانند اینکه بگوید «کسی داناست که مانند سقراط بداند که دانایی‌اش هیچ ارزشی ندارد.» کار رسوا کردن کسانی که وانمود می‌کنند دانایند و بدین وسیله مردم را فریب می‌دهند، تمام وقت سقراط را گرفته‌است؛ و او را فقیر و بی‌چیز ساخته‌است؛ امّا سقراط وظیفهٔ خود می‌داند که درستی گفتهٔ خدا را به مردم اثبات کند. جوانان خوش دارند به سخنان او که حقیقت را آشکار می‌کند، گوش فرادهند؛ و آن‌گاه خود این جوانان به این کار می‌پردازند؛ و بدین ترتیب بر شمارهٔ دشمنان او می‌افزایند «زیرا که مردم خوش ندارند قبول کنند که ادعای دانایی‌شان مورد تفتیش قرار بگیرد.»
سقراط سپس به مدعی خود ملتوس می‌پردازد، و از او می‌پرسد آن‌ها که جوانان را اصلاح می‌کنند چه کسانی هستند. ملتوس نخست قضّات را نام می‌برد، سپس قدم به قدم ناچار می‌شود که بگوید همهٔ مردم آتن، جوانان را اصلاح می‌کنند به جز سقراط! در اینجا سقراط به مناسبت چنین بخت نیکویی که نصیب شهر آتن شده، به آتنیان تبریک می‌گوید. آن‌گاه می‌گوید که زیستن در میان مردم صالح، بهتر است از زیستن در میان مردم فاسد، بنابراین نمی‌توان گفت که سقراط چنان سفیه‌است که به علم و عمد به فاسد کردن هم‌شهریان خود بکوشد؛ و اگر سهواً چنین می‌کند در آن صورت ملتوس باید او را هدایت کند، نه محاکمه.

#### بخش دوم
مابقی دفاع شالوده‌ای کاملاً دینی دارد. سقراط تعلیم فلسفه را وظیفه‌ای دینی می‌داند که خدا به او محوّل کرده، چنانچه ترک این وظیفه همچون ترک وظیفهٔ سربازی، ننگین خواهد بود. اگر سقراط را بدین شرط حیات بخشند که دیگر به اندیشه نپردازد، در پاسخ خواهد گفت: «ای مردم آتن، من شما را حرمت می‌گذارم و دوست می‌دارم؛ ولی اطاعت خدا را بر اطاعت شما ترجیح می‌دهم؛ و تا هنگامی که جان و توان دارم از فلسفه و تعلیم آن دست نخواهم کشید… زیرا بدانید که این امر خداست و به عقیدهٔ من تاکنون هیچ امری که از خدمت من به خدا بزرگتر باشد؛ در شهر روی نداده‌است.»
سقراط انکار نمی‌کند که قضات می‌توانند او را بکشند، یا تبعید کنند، یا از حقوق اجتماعی محروم سازند. امّا وقتی آن‌ها چنین می‌پندارند و دیگرانی نیز چنین می‌پندارند که آسیب بزرگی به سقراط رسیده‌است؛ او با آن‌ها موافق نیست زیرا زیانی که این‌کار در روح و جان آن‌ها می‌گذارد، از بدی آسیب آن‌ها به سقراط بزرگتر است.
سقراط سپس می‌گوید که در عالم سیاست هیچ مرد درستکاری نمی‌تواند مدّت مدیدی پایدار بماند. وی دو مورد را ذکر می‌کند که در آن‌ها چاره‌ای جز دخالت در سیاست نداشته‌است: مسئلهٔ دموکراسی در آتن و مخالفت با سی‌تن جبّار.
در آخر سقراط خاطرنشان می‌کند که در میان حاضران، بسیاری از شاگردان سابق او و پدران و برادران آن‌ها وجود دارند؛ امّا در ادعانامه حتّی یکی از اینان به عنوان شاهد معرّفی نشده‌است.
سقراط از پیروی از رسم متداول حاضر کردن کودکان گریان خود در دادگاه، برای رقّت آوردن قلوب قضات خودداری می‌کند؛ و می‌گوید که چنین صحنه‌هایی متّهم و دادگاه را به یک اندازه مضحک می‌کند. او وظیفهٔ خود می‌داند که قضّات را مجاب کند، نه اینکه آن‌ها را بر سر رحم آورد.
پس از صدور حکم مرگ با نوشیدن شوکران و ردشدن پیشنهاد سی‌مینه جریمه، سقراط خطابهٔ نهایی‌اش را ایراد می‌کند.

### خطابهٔ دوّم
پس از قطعی شدن حکم، سقراط برای قضّات پیش‌گویی می‌کند که به زودی به مجازاتی بسیار سخت‌تر از آنچه بر او روا داشته‌اند، گرفتار خواهند شد.
به نظر سقراط «اگر می‌اندیشید که با کشتن من می‌توانید کسی را از نکوهش زندگی زیان‌آورتان بازدارید، سخت در اشتباهید. این راه فرار، راهی نیست که ممکن یا آبرومندانه باشد. آسان‌ترین و شریف‌ترین راه، از پای درآوردن دیگران نیست؛ بلکه بهتر ساختن خویشتن است.»
در ادامه او می‌گوید: «از میان ما آنان که مرگ را بد می‌پندارند، در اشتباهند؛ زیرا که مرگ یا خوابی است بی‌رویا، یا رفتن روح است به دنیای دیگر؛ و آیا انسان در ازای هم‌صحبتی اورفئوس و موسی و هزیود و هومر، از چه چیزی حاضر نیست دست بشوید؟ نه، اگر این راست باشد، پس بگذارید من بمیرم و باز هم بمیرم.» سقراط می‌گوید که در دنیای دیگر با کسانی هم‌نشین خواهد شد که شربت شهادت نوشیده‌اند؛ و بالاتر از همه اینکه جستجوی خود را در طلب دانش در آن دنیا ادامه خواهد داد؛ و در انتها سقراط می‌گوید: «زمان رحلت فرارسیده‌است و ما هر یک به راه خود می‌رویم؛ من به راه مرگ و شما به راه زندگی. کدامیک بهتر است، فقط خدا می‌داند.»

## ردّ پیشنهاد فرار
طبق آنچه در رسالهٔ کریتو آمده‌است، پس از پایان دادگاه و صدور حکم، سقراط به زندان برده می‌شود. گروهی از شاگردان وی راه فرار از طریق رشوه‌دادن به نگهبانان را به او پیشنهاد کردند.
سقراط در پاسخ می‌گوید که به موجب قانون محکوم گشته‌است، و خطاست که برای گریز از مجازات دست به کاری خلاف قانون بزند. سپس او چنین می‌انگارد که با قوانین آتن مشغول مکالمه است؛ و در این مکالمه قوانین می‌گویند که سقراط نسبت به قوانین همان حقی را دارد که پسر به پدر و برده به صاحب خود مدیون است. این گفتگو چنین پایان می‌یابد: «پس ای سقراط، از ما که تو را پرورانده‌ایم بشنو زندگی و فرزندانت را بر عدالت مقدّم مدان، بلکه نخست عدالت را در نظر داشته باش، تا کردارت در برابر بزرگان جهان پایین صواب باشد. زیرا اگر چنان کنی که کریتو می‌گوید، نه خود را قرین سعادت یا قدس یا عدالت جهانی یا سعادت ابدی ساخته‌ای و نه کسانت را. تو اکنون بی‌گناه می‌روی، در حالی می‌روی که بد نکرده‌ای بلکه با تو بد کرده‌اند… تو قربانی قوانین نیستی، بلکه قربانی مردمی؛ امّا اگر پاسخ بدی را با بدی بدهی، و در ازای آسیب، آسیب برسانی، و بدین طریق عهد و پیمانی را که با ما بسته‌ای بشکنی، و بر کسانی که کمتر از همه سزاوار ستم هستند، یعنی خودت و دوستانت و کشورت و ما، ستم رواداری، آنگاه تا زنده‌ای ما بر تو خشم خواهیم گرفت، و برادران ما، یعنی قوانین عالم دیگر، نیز تو را دشمن خواهند داشت؛ زیرا خواهند دانست که تو در راه از میان بردن ما از هیچ کاری فروگذار نکرده‌ای.»

## اجرای حکم

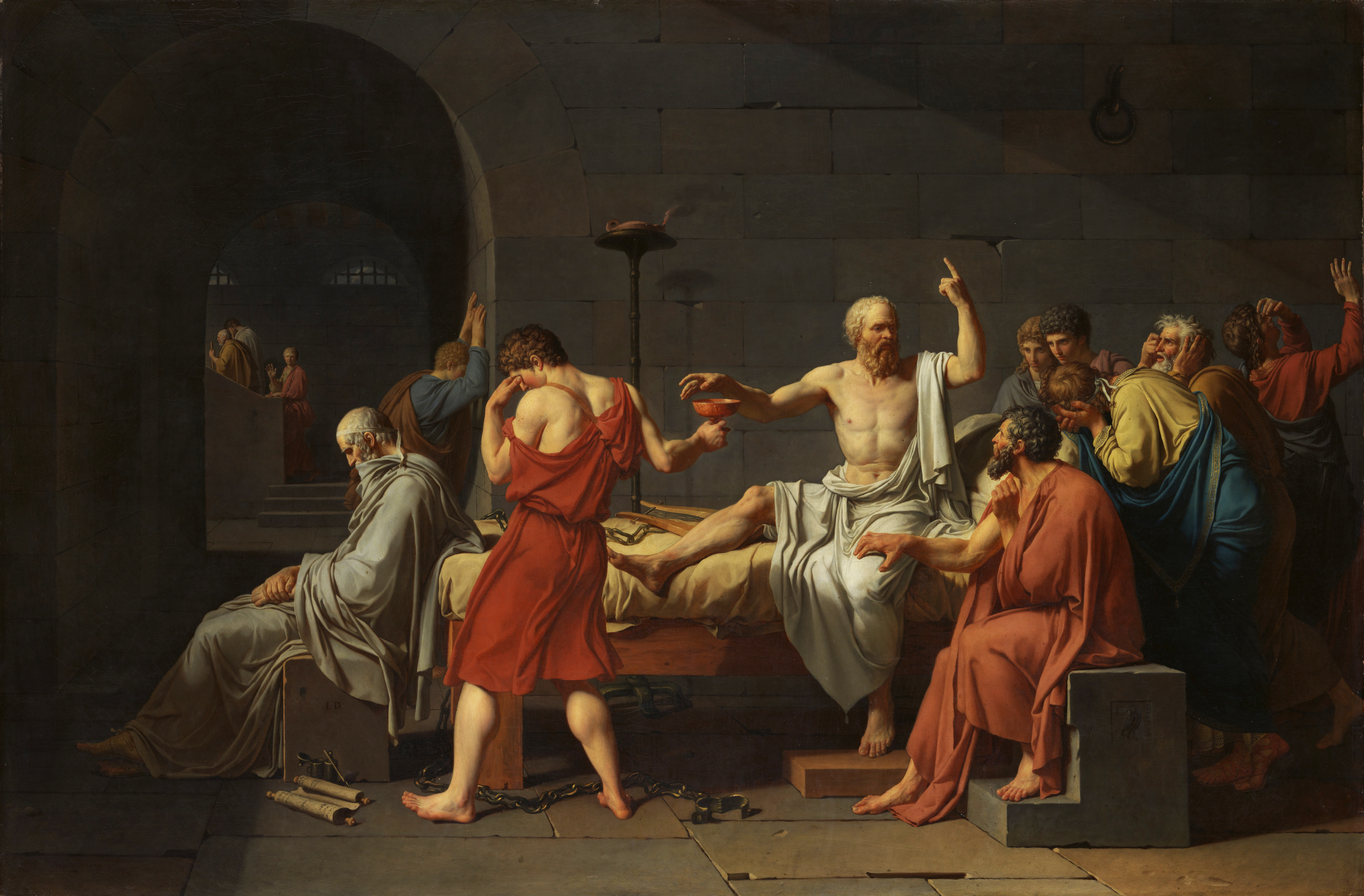
تابلوی مرگ سقراط، اثر ژاک لوئی داوید؛ نگهداری در موزهٔ متروپولیتن نیویورک.

سقراط پس از توضیح راجع به علّت رد کردن پیشنهاد فرار، به شاگردان می‌گوید «دغدغه به خود راه ندهید و به خود بگویید که فقط جسم مرا به خاک خواهید گذاشت.»
افلاطون در مکالمهٔ فیدون می‌نویسد که پس از گفتن این جملات، سقراط برای استحمام به اتاق دیگری می‌رود. پس از استحمام نیز مدتی در همان اتاق می‌ماند تا اینکه نزدیک غروب آفتاب به نزد شاگردانش بازمی‌گردد. همین هنگام زندانبان می‌رسد و به سقراط می‌گوید که او را نجیب‌ترین و شریف‌ترین و بهترین کسانی می‌داند که به این زندان آمده‌اند. «من می‌دانم که حتی در این وضع تو به من خشم نخواهی گرفت و خشم تو متوجه جنایتکاران حقیقی خواهد بود که آن‌ها را می‌شناسی.» زندانبان سپس با اندوه خارج می‌شود.
سقراط از زندانبان در نزد شاگردانش تمجید می‌کند و او را جوان‌مرد می‌خواند. سپس از کریتو می‌خواهد که جام زهر را برایش بیاورد. کریتو به سقراط می‌گوید که عجله نکند زیرا هنوز شعاع خورشید روی تپّه‌ّاست و سقراط همچنان مجال حیات دارد؛ افراد در موقعیت او نخست خوب می‌خورند و می‎‎اشامند و حتّی بعضی به عشق‌بازی می‌پردازند. سقراط پاسخ می‌دهد که: «آن‌ها که چنین می‌کنند بی‌دلیل نیست؛ زیرا آن‌ها خیال می‌کنند که از این کار نفعی می‌برند… من در اینکه جام زهر را دیرتر بخورم نفعی نمی‌بینم. اگر اندکی دیرتر بخورم خودم را مسخره خواهم کرد؛ زیرا خود را به زندگی علاقه‌مند نشان خواهم داد و از آنچه در نظر من هیچ است، برای خود ذخیره خواهم ساخت.»
سقراط از خادمی در زندان می‌پرسد که چه باید بکند و او پاسخ می‌دهد که کاری ندارد جز اینکه زهر را سر بکشد و مدتی راه برود تا در پای خود احساس سنگینی کند، پس از آن هم باید دراز بکشد تا زهر کار خود را بکند.
سقراط در میان هیاهوی فریاد و گریهٔ شاگردان چنین می‌کند، به تدریج بدنش رو به سرد و بی‌حس شدن پیش می‌رود. آخرین سخن او این بود که «ای کریتو ما باید ماکیانی به آسکلپیوس بدهیم؛ ادای دِین را فراموش نکنید.» توضیح آنکه مردم یونان قدیم چون از بیماری شفا می‌یافتند، ماکیانی نذر آسکلپیوس می‌کردند؛ و او از تب زندگی شفا یافته بود.
لحظه‌ای بعد سقراط تکانی می‌خورد و چشم‌هایش بی‌حرکت می‌ماند.